# To Ü
To Ü è un singolo dei DJ statunitensi Skrillex e Diplo, il terzo estratto dall'album in studio Skrillex and Diplo Present Jack Ü e pubblicato il 23 ottobre 2015.

## Video musicale
Il video musicale, diretto da AG Rojas e girato nel mese di settembre 2015 a Detroit, è stato pubblicato il 26 ottobre dello stesso anno ed è incentrato su una storia d'amore tra la cantante Aluna Francis e un uomo.

## Tracce
1. To Ü (feat. AlunaGeorge) (George Remix) – 4:10
2. To Ü (feat. AlunaGeorge) (Armand Van Helden Hype Remix) – 5:55
3. To Ü (feat. AlunaGeorge) (Oliver Remix) – 3:51
4. To Ü (feat. AlunaGeorge) (Clean Bandit Remix) – 3:42